# Lamar Hunt U.S. Open Cup 2012
La Lamar Hunt U.S. Open Cup 2012 fue la 99.ª edición de la Lamar Hunt U.S. Open Cup del fútbol de los Estados Unidos. Empezó el 15 de mayo y finalizó el 8 de agosto. En un total de 64 equipos, todos los equipos que disputan en las diferentes categorías. La Federación de Fútbol de los Estados Unidos aumentó la cantidad de equipos de la competición de 40 a 64 equipos.
Sporting Kansas City ganó en los penales por 3-2 después del marcador final de 1 a 1 y ganando de la competición por segunda vez, y clasificó a la fase de grupos de la Concacaf Liga Campeones 2013-14. 

## Equipos clasificados
El torneo consiste de 64 equipos de distintas categorías:
Los 16 equipos de la Major League Soccer (Primera División)
| - Chicago Fire - Chivas USA - Colorado Rapids - Columbus Crew - FC Dallas - D.C. United - Houston Dynamo - Los Angeles Galaxy | - New England Revolution - New York Red Bulls - Philadelphia Union - Portland Timbers - Real Salt Lake - San Jose Earthquakes - Seattle Sounders FC - Sporting Kansas City |

Los 6 equipos de la North American Soccer League (Segunda División)
- Atlanta Silverbacks
- Carolina RailHawks
- Fort Lauderdale Strikers
- Minnesota Stars
- San Antonio Scorpions
- Tampa Bay Rowdies

Los 10 equipos de la USL PRO (Tercera División)
- Charleston Battery
- Charlotte Eagles
- Dayton Dutch Lions
- Harrisburg City Islanders
- Los Angeles Blues
- Orlando City
- Pittsburgh Riverhounds
- Richmond Kickers
- Rochester Rhinos
- Wilmington Hammerheads

Los 16 equipos de la USL Premier Development League (Cuarta División)
| - Carolina Dynamo - Chicago Fire Premier - Des Moines Menace - El Paso Patriots - Fresno Fuego - Kitsap Pumas - Laredo Heat - Long Island Rough Riders | - Michigan Bucks - Mississippi Brilla - MPS Portland Phoenix - Orlando City Sub-23 - Portland Timbers Sub-23 - Reading United - Real Colorado Foxes - Ventura County Fusion |

Los 6 equipos de la National Premier Soccer League
- Brooklyn Italians
- Fullerton Rangers
- Georgia Revolution
- Jacksonville United
- Milwaukee Bavarians
- FC Sonic Lehigh Valley

Los 9 equipos de la United States Adult Soccer Association
- Aegean Hawks
- ASC New Stars
- Cal FC
- Croatian Eagles
- Greek American AA
- Jersey Shore Boca
- KC Athletics
- NTX Rayados
- PSA Elite

1 equipo de la United States Club Soccer
- Stanislaus United Turlock Express

## Primera fase
En esta etapa se disputaron 32 equipos provenientes de la USL Premier Development League, National Premier Soccer League, United States Adult Soccer Association y United States Soccer Club.
| Fecha      | Local                             | Resultado | Visitante                |
| ---------- | --------------------------------- | --------- | ------------------------ |
| 15 de mayo | Michigan Bucks                    | 6 - 0     | Jersey Shore Boca        |
| 15 de mayo | FC Sonic Lehigh Valley            | 0 - 2     | Long Island Rough Riders |
| 15 de mayo | Kitsap Pumas                      | 1 - 3     | Cal FC                   |
| 15 de mayo | Portland Timbers Sub-23           | 1 - 3     | PSA Elite                |
| 15 de mayo | Stanislaus United Turlock Express | 0 - 2     | Fresno Fuego             |
| 15 de mayo | Real Colorado Foxes               | 1 - 3     | KC Athletics             |
| 15 de mayo | Reading United AC                 | 2 - 1     | Greek American AA        |
| 15 de mayo | GPS Portland Phoenix              | 2 - 3     | Brooklyn Italians        |
| 15 de mayo | Orlando City Sub-23               | 1 - 2     | Jacksonville United      |
| 15 de mayo | Aegean Hawks                      | 3 - 1     | Carolina Dynamo          |
| 15 de mayo | Georgia Revolution                | 1 - 0     | Mississippi Brilla       |
| 15 de mayo | Laredo Heat                       | 4 - 2     | ASC New Stars            |
| 15 de mayo | Chicago Fire Premier              | 1 - 0     | Croatian Eagles          |
| 15 de mayo | Milwaukee Bavarians               | 1 - 3     | Des Moines Menace        |
| 15 de mayo | El Paso Patriots                  | 3 - 1     | NTX Rayados              |
| 15 de mayo | Fullerton Rangers                 | 2 - 6     | Ventura County Fusion    |

## Segunda fase
En esta etapa se disputaron los equipos provenientes de la North American Soccer League, USL PRO y los equipos clasificados de la primera fase.
| Fecha      | Local                     | Resultado | Visitante                |
| ---------- | ------------------------- | --------- | ------------------------ |
| 22 de mayo | Pittsburgh Riverhounds    | 0 - 1     | Michigan Bucks           |
| 22 de mayo | Harrisburg City Islanders | 2 - 0     | Long Island Rough Riders |
| 22 de mayo | Wilmington Hammerheads    | 0 - 4     | Cal FC                   |
| 22 de mayo | Carolina RailHawks        | 6 - 0     | PSA Elite                |
| 22 de mayo | Fort Lauderdale Strikers  | 8 - 2     | Fresno Fuego             |
| 22 de mayo | Orlando City              | 7 - 0     | KC Athletics             |
| 22 de mayo | Charleston Battery        | 2 - 1     | Reading United AC        |
| 22 de mayo | Rochester Rhinos          | 3 - 0     | Brooklyn Italians        |
| 22 de mayo | Jacksonville United       | 0 - 3     | Tampa Bay Rowdies        |
| 22 de mayo | Aegean Hawks              | 0 - 4     | Richmond Kickers         |
| 22 de mayo | Georgia Revolution        | 0 - 1     | Atlanta Silverbacks      |
| 22 de mayo | San Antonio Scorpions     | 2 - 0     | Laredo Heat              |
| 22 de mayo | Chicago Fire Premier      | 1 - 2     | Dayton Dutch Lions       |
| 22 de mayo | Des Moines Menace         | 0 - 2     | Minnesota Stars          |
| 22 de mayo | El Paso Patriots          | 0 - 1     | Charlotte Eagles         |
| 22 de mayo | Los Angeles Blues         | 1 - 3     | Ventura County Fusion    |

## Tercera fase
En esta etapa se disputaron los 16 equipos provenientes de la Major League Soccer y los equipos clasificados de la segunda fase.
| Fecha      | Local                     | Resultado | Visitante                |
| ---------- | ------------------------- | --------- | ------------------------ |
| 29 de mayo | Michigan Bucks            | 3 - 2     | Chicago Fire             |
| 29 de mayo | Harrisburg City Islanders | 4 - 3     | New England Revolution   |
| 30 de mayo | Portland Timbers          | 0 - 1     | Cal FC                   |
| 29 de mayo | Carolina RailHawks        | 2 - 1     | Los Angeles Galaxy       |
| 29 de mayo | San Jose Earthquakes      | 2 - 1     | Fort Lauderdale Strikers |
| 29 de mayo | Sporting Kansas City      | 3 - 2     | Orlando City             |
| 29 de mayo | Charleston Battery        | 0 - 3     | New York Red Bulls       |
| 29 de mayo | Philadelphia Union        | 3 - 0     | Rochester Rhinos         |
| 29 de mayo | Tampa Bay Rowdies         | 1 - 3     | Colorado Rapids          |
| 29 de mayo | Richmond Kickers          | 1 - 2     | D.C. United              |
| 30 de mayo | Seattle Sounders FC       | 5 - 1     | Atlanta Silverbacks      |
| 29 de mayo | San Antonio Scorpions     | 1 - 0     | Houston Dynamo           |
| 29 de mayo | Columbus Crew             | 1 - 2     | Dayton Dutch Lions       |
| 29 de mayo | Real Salt Lake            | 1 - 3     | Minnesota Stars          |
| 29 de mayo | FC Dallas                 | 0 - 2     | Charlotte Eagles         |
| 29 de mayo | Ventura County Fusion     | 0 - 1     | Chivas USA               |

## Cuarta fase
|  | Octavos de final          | Octavos de final          |                      |      | Cuartos de final | Cuartos de final |  |  | Semifinales | Semifinales |  |  | Final       | Final       |
|  | 5 de junio                | 5 de junio                |                      |      | 26 de junio      | 26 de junio      |  |  | 11 de julio | 11 de julio |  |  | 8 de agosto | 8 de agosto |
|  |                           |                           |                      |      |                  |                  |  |  |             |             |  |  |             |             |
|  |                           |                           |                      |      |                  |                  |  |  |             |             |  |  |             |             |
|  |                           |                           |                      |      |                  |                  |  |  |             |             |  |  |             |             |
|  | D.C. United               | 1                         |                      |      |                  |                  |  |  |             |             |  |  |             |             |
|  | D.C. United               | 1                         |                      |      |                  |                  |  |  |             |             |  |  |             |             |
|  | Philadelphia Union        | 2                         |                      |      |                  |                  |  |  |             |             |  |  |             |             |
|  | Philadelphia Union        | 2                         | Philadelphia Union   | 5    |                  |                  |  |  |             |             |  |  |             |             |
|  |                           |                           |                      | 5    |                  |                  |  |  |             |             |  |  |             |             |
|  |                           | Harrisburg City Islanders | 2                    |      |                  |                  |  |  |             |             |  |  |             |             |
|  | Harrisburg City Islanders | Harrisburg City Islanders | 2                    | 3    |                  |                  |  |  |             |             |  |  |             |             |
|  | Harrisburg City Islanders |                           |                      | 3    |                  |                  |  |  |             |             |  |  |             |             |
|  | New York Red Bulls        | 1                         |                      |      |                  |                  |  |  |             |             |  |  |             |             |
|  | New York Red Bulls        | 1                         | Philadelphia Union   | 0    |                  |                  |  |  |             |             |  |  |             |             |
|  |                           |                           |                      | 0    |                  |                  |  |  |             |             |  |  |             |             |
|  |                           | Sporting Kansas City      | 2                    |      |                  |                  |  |  |             |             |  |  |             |             |
|  | Sporting Kansas City      | Sporting Kansas City      | 2                    | 2    |                  |                  |  |  |             |             |  |  |             |             |
|  | Sporting Kansas City      |                           |                      | 2    |                  |                  |  |  |             |             |  |  |             |             |
|  | Colorado Rapids           | 0                         |                      |      |                  |                  |  |  |             |             |  |  |             |             |
|  | Colorado Rapids           | 0                         | Sporting Kansas City | 3    |                  |                  |  |  |             |             |  |  |             |             |
|  |                           |                           |                      | 3    |                  |                  |  |  |             |             |  |  |             |             |
|  |                           | Dayton Dutch Lions        | 0                    |      |                  |                  |  |  |             |             |  |  |             |             |
|  | Michigan Bucks            | Dayton Dutch Lions        | 0                    | 1    |                  |                  |  |  |             |             |  |  |             |             |
|  | Michigan Bucks            |                           |                      | 1    |                  |                  |  |  |             |             |  |  |             |             |
|  | Dayton Dutch Lions        | 2                         |                      |      |                  |                  |  |  |             |             |  |  |             |             |
|  | Dayton Dutch Lions        | 2                         | Sporting Kansas City | 1(3) |                  |                  |  |  |             |             |  |  |             |             |
|  |                           |                           |                      | 1(3) |                  |                  |  |  |             |             |  |  |             |             |
|  |                           | Seattle Sounders FC       | 1(2)                 |      |                  |                  |  |  |             |             |  |  |             |             |
|  | San Jose Earthquakes      | Seattle Sounders FC       | 1(2)                 | 1    |                  |                  |  |  |             |             |  |  |             |             |
|  | San Jose Earthquakes      |                           |                      | 1    |                  |                  |  |  |             |             |  |  |             |             |
|  | Minnesota Stars           | 0                         |                      |      |                  |                  |  |  |             |             |  |  |             |             |
|  | Minnesota Stars           | 0                         | San Jose Earthquakes | 0    |                  |                  |  |  |             |             |  |  |             |             |
|  |                           |                           |                      | 0    |                  |                  |  |  |             |             |  |  |             |             |
|  |                           | Seattle Sounders FC       | 1                    |      |                  |                  |  |  |             |             |  |  |             |             |
|  | Seattle Sounders FC       | Seattle Sounders FC       | 1                    | 5    |                  |                  |  |  |             |             |  |  |             |             |
|  | Seattle Sounders FC       |                           |                      | 5    |                  |                  |  |  |             |             |  |  |             |             |
|  | Cal FC                    | 0                         |                      |      |                  |                  |  |  |             |             |  |  |             |             |
|  | Cal FC                    | 0                         | Seattle Sounders FC  | 4    |                  |                  |  |  |             |             |  |  |             |             |
|  |                           |                           |                      | 4    |                  |                  |  |  |             |             |  |  |             |             |
|  |                           | Chivas USA                | 1                    |      |                  |                  |  |  |             |             |  |  |             |             |
|  | Carolina RailHawks        | Chivas USA                | 1                    | 1    |                  |                  |  |  |             |             |  |  |             |             |
|  | Carolina RailHawks        |                           |                      | 1    |                  |                  |  |  |             |             |  |  |             |             |
|  | Chivas USA                | 2                         |                      |      |                  |                  |  |  |             |             |  |  |             |             |
|  | Chivas USA                | 2                         | Chivas USA           | 2    |                  |                  |  |  |             |             |  |  |             |             |
|  |                           |                           |                      | 2    |                  |                  |  |  |             |             |  |  |             |             |
|  |                           | Charlotte Eagles          | 1                    |      |                  |                  |  |  |             |             |  |  |             |             |
|  | San Antonio Scorpions     | Charlotte Eagles          | 1                    | 1    |                  |                  |  |  |             |             |  |  |             |             |
|  | San Antonio Scorpions     |                           |                      | 1    |                  |                  |  |  |             |             |  |  |             |             |
|  | Charlotte Eagles          | 2                         |                      |      |                  |                  |  |  |             |             |  |  |             |             |
|  | Charlotte Eagles          | 2                         |                      |      |                  |                  |  |  |             |             |  |  |             |             |

### Octavos de final
| 5 de junio de 2012 | Carolina RailHawks | 1:2 (0:1) | Chivas USA                       | WakeMed Soccer Park, Cary, carolina del Norte        |                                                      |
|                    | Palacio 79'        | Reporte   | Agudelo 31' · Ángel 90+3' (pen.) | Asistencia: 7.117 espectadores Árbitro(s): Ted Unkel | Asistencia: 7.117 espectadores Árbitro(s): Ted Unkel |

| 5 de junio de 2012 | Harrisburg City Islanders     | 3:1 (1:0) | New York Red Bulls | Skyline Sports Complex, Harrisburg, Pensilvania          |                                                          |
|                    | Touray 13' 94' · Mkosana 117' | Reporte   | Lade 58'           | Asistencia: 1,477 espectadores Árbitro(s): Robert Sibiga | Asistencia: 1,477 espectadores Árbitro(s): Robert Sibiga |

| 5 de junio de 2012 | D.C. United | 1:2 (1:1) | Philadelphia Union           | Maryland SoccerPlex, Boyds, Maryland                          |                                                               |
|                    | Wolff 45+1' | Reporte   | Carroll 45+1' · Hoppenot 93' | Asistencia: 3.276 espectadores Árbitro(s): Jose Carlos Rivero | Asistencia: 3.276 espectadores Árbitro(s): Jose Carlos Rivero |

| 5 de junio de 2012 | Michigan Bucks | 1:2 (0:1) | Dayton Dutch Lions              | Oakland University Soccer Field, Rochester, Michigan     |                                                          |
|                    | Grant 55'      | Reporte   | Garner 13' · DeLasse 97' (pen.) | Asistencia: ¿? espectadores Árbitro(s): Kevin Terry, Jr. | Asistencia: ¿? espectadores Árbitro(s): Kevin Terry, Jr. |

| 5 de junio de 2012 | Sporting Kansas City             | 2:0 (1:0) | Colorado Rapids | Livestrong Sporting Park, Kansas City, Kansas                |                                                              |
|                    | Pickens 27' (a.g.) · Bunbury 79' | Reporte   |                 | Asistencia: 14.868 espectadores Árbitro(s): Matthew Foerster | Asistencia: 14.868 espectadores Árbitro(s): Matthew Foerster |

| 5 de junio de 2012 | San Antonio Scorpions | 1:2 (1:0) | Charlotte Eagles                 | Heroes Stadium, San Antonio, Texas                    |                                                       |
|                    | Campos 75'            | Reporte   | Grousis 27' · Salles 117' (pen.) | Asistencia: 5.112 espectadores Árbitro(s): Jasen Anno | Asistencia: 5.112 espectadores Árbitro(s): Jasen Anno |

| 5 de junio de 2012 | Seattle Sounders FC                           | 5:0 (0:0) | Cal FC | Starfire Sports Complex, Tukwila, Washington              |                                                           |
|                    | Alonso 50' 70' · Montero 58' 68' · Caskey 66' | Reporte   |        | Asistencia: 3.894 espectadores Árbitro(s): Daniel Radford | Asistencia: 3.894 espectadores Árbitro(s): Daniel Radford |

| 5 de junio de 2012 | San Jose Earthquakes | 1:0 (0:0) | Minnesota Stars | Laird Q. Cagan Stadium, Stanford, California                  |                                                               |
|                    | Lenhart 85'          | Reporte   |                 | Asistencia: 1.548 espectadores Árbitro(s): Alejandro Mariscal | Asistencia: 1.548 espectadores Árbitro(s): Alejandro Mariscal |

### Cuartos de final
| 26 de junio de 2012 | Philadelphia Union                                                | 5:2 (3:0) | New York Red Bulls       | PPL Park, Chester, Pensilvania                |                                               |
|                     | Adu 5' (pen.) · McInerney 9' · Pajoy 29' 68' (pen.) · Gómez 81' · | Reporte   | Ombiji 51' · Langley 54' | Asistencia: 4.313 espectadores Árbitro(s): ¿? | Asistencia: 4.313 espectadores Árbitro(s): ¿? |

| 26 de junio de 2012 | Sporting Kansas City     | 3:0 (1:0) | Dayton Dutch Lions | Livestrong Sporting Park, Kansas City, Kansas  |                                                |
|                     | Sapong 4' 59' · Zusi 56' | Reporte   |                    | Asistencia: 15.167 espectadores Árbitro(s): ¿? | Asistencia: 15.167 espectadores Árbitro(s): ¿? |

| 26 de junio de 2012 | Chivas USA       | 2:1 (0:0) | Charlotte Eagles | Titan Stadium, Fullerton, California          |                                               |
|                     | Correa 65' 90+4' | Reporte   | Salles 89'       | Asistencia: 1.500 espectadores Árbitro(s): ¿? | Asistencia: 1.500 espectadores Árbitro(s): ¿? |

| 26 de junio de 2012 | San Jose Earthquakes | 0:1 (0:1) | Seattle Sounders FC | Kezar Stadium, San Francisco, California               |                                                        |
|                     |                      | Reporte   | Cato 19'            | Asistencia: 7.219 espectadores Árbitro(s): Yader Reyes | Asistencia: 7.219 espectadores Árbitro(s): Yader Reyes |

### Semifinales
| 11 de julio de 2012 | Philadelphia Union | 0:2 (0:1) | Sporting Kansas City    | PPL Park, Chester, Pensilvania |                |
|                     |                    | Reporte   | Peterson 65' · Zusi 93' | Árbitro(s): ¿?                 | Árbitro(s): ¿? |

| 11 de julio de 2012 | Seattle Sounders FC                              | 4:1 (1:0) | Chivas USA | Starfire Sports Complex, Tukwila, Washington |                                |
|                     | Johnson 31' · Alonso 48' · Evans 83' · Ochoa 88' | Reporte   | Romero 74' | Asistencia: 4.500 espectadores               | Asistencia: 4.500 espectadores |

### Final
| 1  | POR | Jimmy Nielsen  |      |
| 7  | DEF | Chance Myers   |      |
| 13 | DEF | Lawrence Olum  |      |
| 5  | DEF | Matt Besler    |      |
| 16 | DEF | Seth Sinovic   | 100' |
| 6  | MED | Paulo Nagamura |      |
| 55 | MED | Júlio César    |      |
| 15 | MED | Roger Espinoza |      |
| 8  | MED | Graham Zusi    |      |
| 11 | DEL | Teal Bunbury   | 89'  |
| 99 | DEL | Kei Kamara     |      |
| DT | DT  | Peter Vermes   |      |

| 1  | POR | Michael Gspurning    |      |
| 20 | DEF | Zach Scott           |      |
| 34 | DEF | Jhon Kennedy Hurtado |      |
| 4  | DEF | Patrick Ianni        |      |
| 12 | DEF | Leonardo González    |      |
| 10 | MED | Mauro Rosales        |      |
| 6  | MED | Osvaldo Alonso       |      |
| 25 | MED | Andy Rose            | 69'  |
| 27 | MED | Alex Caskey          | 69'  |
| 17 | DEL | Freddy Montero       | 106' |
| 7  | DEL | Eddie Johnson        |      |
| DT | DT  | Sigi Schmid          |      |

| 17 | DEL | C. J. Sapong       | 89'  |
| 2  | DEL | Michael Harrington | 100' |

| 13 | MED | Christian Tiffert | 69'  |
| 3  | MED | Brad Evans        | 69'  |
| 8  | DEF | Marc Burch        | 106' |

| Anotado | 84' | Kei Kamara (pen.) |

| Anotado | 89' | Zach Scott |

| Kei Kamara     |                | 1:0 |                |                   |
|                |                | 1:1 | Anotado        | Brad Evans        |
| Roger Espinoza | Fallo de penal | 1:1 |                |                   |
|                |                | 1:2 | Anotado        | Marc Burch        |
| Matt Besler    | Anotado        | 2:2 |                |                   |
|                |                | 2:2 | Fallo de penal | Osvaldo Alonso    |
| Graham Zusi    | Fallo de penal | 2:2 |                |                   |
|                |                | 2:2 | Fallo de penal | Christian Tiffert |
| Paulo Nagamura | Anotado        | 3:2 |                |                   |
|                |                | 3:2 | Fallo de penal | Eddie Johnson     |

| Amonestado | 4'  | Osvaldo Alonso |
| Amonestado | 57' | Mauro Rosales  |
| Amonestado | 73' | Patrick Ianni  |
| Amonestado | 93' | Zach Scott     |

| Otorgado · Expulsado | 118' | Patrick Ianni |

| Árbitro             | Ricardo Salazar  |
| Árbitros asistentes | Corey Rockwell   |
| Árbitros asistentes | Peter Manikowski |
| Cuarto árbitro      | Michael Kennedy  |

| 1  | POR | Jimmy Nielsen  |      |
| 7  | DEF | Chance Myers   |      |
| 13 | DEF | Lawrence Olum  |      |
| 5  | DEF | Matt Besler    |      |
| 16 | DEF | Seth Sinovic   | 100' |
| 6  | MED | Paulo Nagamura |      |
| 55 | MED | Júlio César    |      |
| 15 | MED | Roger Espinoza |      |
| 8  | MED | Graham Zusi    |      |
| 11 | DEL | Teal Bunbury   | 89'  |
| 99 | DEL | Kei Kamara     |      |
| DT | DT  | Peter Vermes   |      |

| 1  | POR | Michael Gspurning    |      |
| 20 | DEF | Zach Scott           |      |
| 34 | DEF | Jhon Kennedy Hurtado |      |
| 4  | DEF | Patrick Ianni        |      |
| 12 | DEF | Leonardo González    |      |
| 10 | MED | Mauro Rosales        |      |
| 6  | MED | Osvaldo Alonso       |      |
| 25 | MED | Andy Rose            | 69'  |
| 27 | MED | Alex Caskey          | 69'  |
| 17 | DEL | Freddy Montero       | 106' |
| 7  | DEL | Eddie Johnson        |      |
| DT | DT  | Sigi Schmid          |      |

| 17 | DEL | C. J. Sapong       | 89'  |
| 2  | DEL | Michael Harrington | 100' |

| 13 | MED | Christian Tiffert | 69'  |
| 3  | MED | Brad Evans        | 69'  |
| 8  | DEF | Marc Burch        | 106' |

| Anotado | 84' | Kei Kamara (pen.) |

| Anotado | 89' | Zach Scott |

| Kei Kamara     |                | 1:0 |                |                   |
|                |                | 1:1 | Anotado        | Brad Evans        |
| Roger Espinoza | Fallo de penal | 1:1 |                |                   |
|                |                | 1:2 | Anotado        | Marc Burch        |
| Matt Besler    | Anotado        | 2:2 |                |                   |
|                |                | 2:2 | Fallo de penal | Osvaldo Alonso    |
| Graham Zusi    | Fallo de penal | 2:2 |                |                   |
|                |                | 2:2 | Fallo de penal | Christian Tiffert |
| Paulo Nagamura | Anotado        | 3:2 |                |                   |
|                |                | 3:2 | Fallo de penal | Eddie Johnson     |

| Amonestado | 4'  | Osvaldo Alonso |
| Amonestado | 57' | Mauro Rosales  |
| Amonestado | 73' | Patrick Ianni  |
| Amonestado | 93' | Zach Scott     |

| Otorgado · Expulsado | 118' | Patrick Ianni |

| Árbitro             | Ricardo Salazar  |
| Árbitros asistentes | Corey Rockwell   |
| Árbitros asistentes | Peter Manikowski |
| Cuarto árbitro      | Michael Kennedy  |

| Bandera de Kansas                           |
| Campeón Sporting Kansas City Segundo título |

## Goleadores
| Jugador        | Equipo                    | Goles |
| -------------- | ------------------------- | ----- |
| Brian Shriver  | Carolina RailHawks        | 5     |
| Danny Barrera  | Cal FC                    | 4     |
| Osvaldo Alonso | Seattle Sounders FC       | 4     |
| Frankie López  | Ventura County Fusion     | 4     |
| Artur Aghasyan | Cal FC                    | 3     |
| Nate Thornton  | Charlotte Eagles          | 3     |
| Aly Hassan     | Fort Lauderdale Strikers  | 3     |
| Brian Ombiji   | Harrisburg City Islanders | 3     |